# Autódromo Internacional Orlando Moura
O Autódromo Internacional De Campo Grande é um autódromo localizado na cidade de Campo Grande, Mato Grosso do Sul.

## Características
Tem 3.433 metros de extensão no sentido anti-horário, e possui 3 curvas para direita e 6 para o lado esquerdo e dispõe de uma das maiores retas do Brasil, com 960 metros. A parte de infra-estrutura conta com 28 boxes, 25 camarotes e uma sala VIP. Existem quatro entradas para o estacionamento, cuja capacidade é para quatro mil veículos. Já o acesso do público às arquibancadas é feito por três entradas. O Autódromo possui capacidade para 35.000 espectadores.
Foi inaugurado em 5 de Agosto de 2001, com a realização da 6° etapa da Fórmula Truck. Atualmente recebe importantes categorias do automobilismo brasileiro, como a Stock Car, Formula Truck, Pick Up Racing e Campeonato Brasileiro de Motovelocidade.